# جو دان (سياسي)
جو دان (بالإنجليزية: Joe Dunn)‏ هو محامي وسياسي أمريكي، ولد في 5 سبتمبر 1958. حزبياً، نشط في الحزب الديمقراطي. وقد انتخب عضو مجلس ولاية كاليفورنيا.

## وصلات خارجية
- الموقع الرسمي